# Drosophila sogo
Drosophila sogo är en tvåvingeart som beskrevs av Burla 1954. Drosophila sogo ingår i släktet Drosophila och familjen daggflugor.
Artens utbredningsområde är Elfenbenskusten.